# Katedra Łaski Bożej w San Francisco
Katedra Łaski Bożej w San Francisco (ang. Grace Cathedral) – katedra episkopalna położona na wzgórzu Nob Hill w San Francisco. Jest kościołem katedralnym Episkopalnej Diecezji Kalifornii, która dawniej obejmowała teren całego stanu a obecnie część regionu metropolitalnego San Francisco Bay Area.
Wspólnota katedralna znana jest ze swej otwartości. Katedra Łaski Bożej stała się międzynarodowym centrum pielgrzymek wiernych i turystów, przyciągającym zwiedzających mozaikami polskiego malarza Jana Henryka Rosena, repliką Drzwi Raju Lorenzo Ghibertiego, dwoma labiryntami, różnorodnymi witrażami w oknach, ołtarzem w kaplicy poświęconej zmarłemu na AIDS amerykańskiemu artyście współczesnemu Keithowi Haringowi i zachowanym wyposażeniem: carillonem składającym się z 44 dzwonów, trzema organami a także działającymi przy katedrze chórami. Jednym z nich jest chór męsko-chłopięcy Grace Cathedral Choir of Men and Boys, jeden z siedmiu istniejących chórów episkopalnych. Przy katedrze działa ponadto szkoła kształcąca przyszłych adeptów sztuki śpiewaczej, Cathedral School For Boys. Dyrektorem muzycznym i kierownikiem chóru jest Ben Bachmann. Aktualnym przełożonym (dziekanem) wspólnoty katedralnej (ósmym z kolei), jest wielebna Jane Alison Shaw (ur. 1965); objęła ona to stanowisko od 25 czerwca 2010.

## Historia
Pierwszym kościołem na miejscu dzisiejszej katedry była mała kaplica Łaski Bożej (Grace Chapel) zbudowana w latach 1849–1851, w okresie gorączki złota. W 1851 zbudowano drewniany kościół Łaski Bożej (Grace Church). Pierwszym rektorem kościoła został wielebny J. L. Ver Mehr (1849–1854). Po nim stanowisko to objął biskup William I. Kip. W 1860 położył on kamień węgielny pod nowy kościół, zlokalizowany przy skrzyżowaniu ulic Stockton i California, w miejscu, które później nazwano "Nob Hill". Działkę pod kościół ofiarował potentat kolejowy i bankier William Henry Crocker. Konsekrowany w 1862 roku, ceglany kościół otrzymał nieformalne miano katedry. W tym czasie jednym z jego rektorów był wielebny James Smith Bush, pradziadek prezydenta Stanów Zjednoczonych George’a W. Busha.
18 kwietnia 1906 roku San Francisco nawiedziło tragiczne w skutkach trzęsienie ziemi. Zakres szkód był ogromny. Trzęsienie ziemi a także wywołane przez nie pożary sprawiły, że większa część miasta legła w gruzach. Usuwanie szkód zajęło wiele lat. Wypalone ruiny katedry postanowiono rozebrać jeszcze w tym samym roku.
Kamień węgielny pod budowę nowej katedry położono w 1910 roku. Projekt zakładał katedrę w stylu neogotyckim nawiązującym do średniowiecznych europejskich katedr. Projektant, Lewis Parsons Hobart i budowniczowie jako materiał budowlany wybrali beton i stal aby budowla mogła przetrwać trzęsienia ziemi. Właściwe prace budowlane rozpoczęto w 1928 roku. Najpierw zbudowano prezbiterium z kaplicą Łaski Bożej a następnie transept, po czym rozpoczęto budowę nawy głównej. Krach na giełdzie nowojorskiej w 1929 roku i wywołany nim wielki kryzys ekonomiczny spowolniły budowę świątyni. W 1938 roku pewien milioner ufundował 44-dzwonowy carillon dla katedry oraz przekazał fundusze na dokończenie budowy wieży północnej, w której miał on zawisnąć. W 1954 roku dzięki zgromadzonym funduszom wznowiono prace budowlane, które zakończono w 1964 roku. W tym samym roku, 20 listopada, miała miejsce konsekracja katedry.

## Architektura

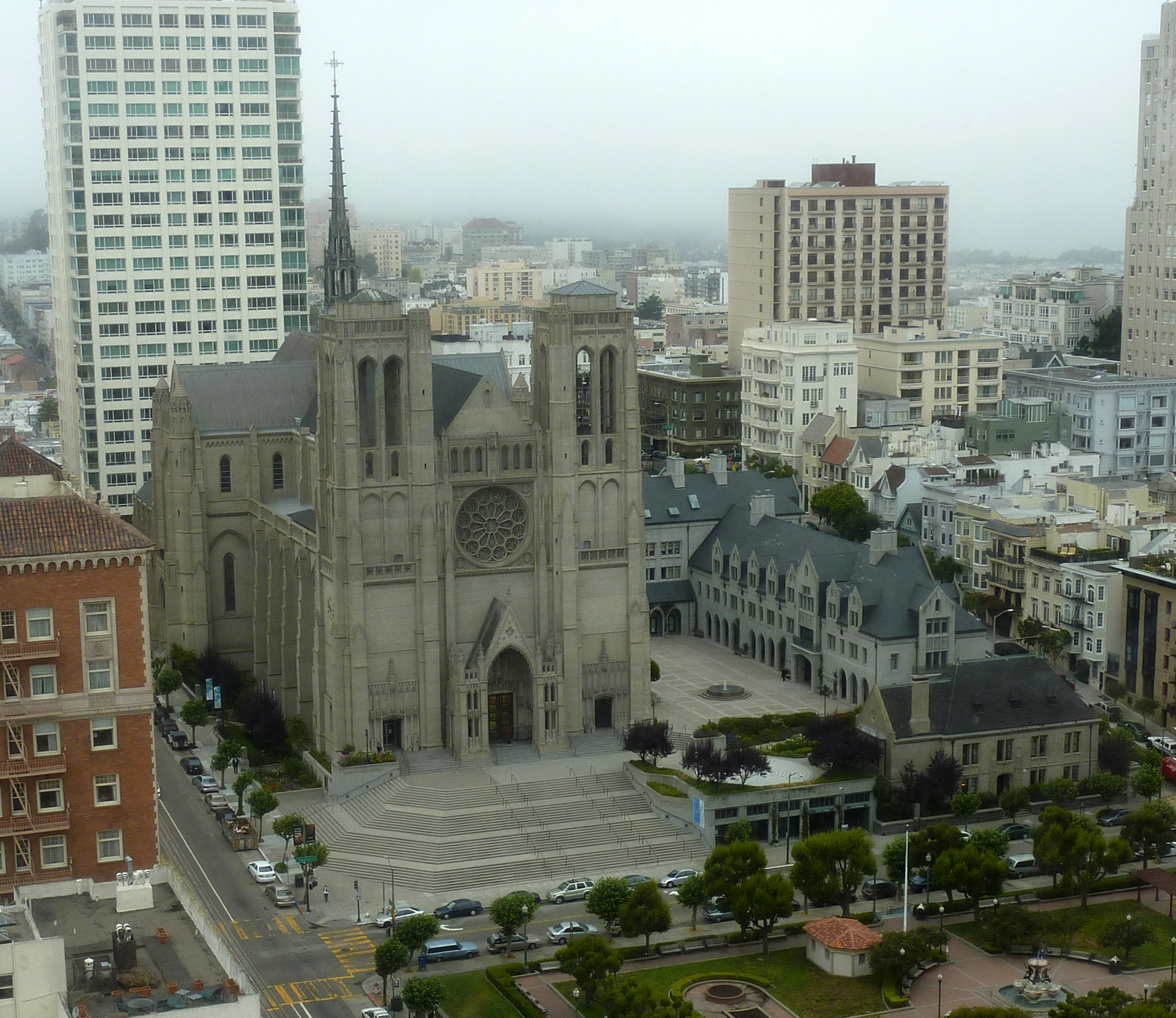
Katedra wśród wysokościowej zabudowy wzgórza Nob Hill; z prawej strony budynki zarządu Episkopalnej Diecezji Kalifornii

Katedra została zbudowana na planie krzyża łacińskiego. Ma 96 m długości. Transept ma szerokość 50 m. Nad skrzyżowaniem naw wznosi się 80-metrowa iglica. We wschodniej fasadzie zbudowano dwie 51-metrowe wieże. Pomiędzy nimi znajduje się portal osłonięty portykiem a nad nim widnieje wielka rozeta. W katedrze znajduje się 60 okien wypełnionych witrażami. Katedra została zbudowana z betonu zbrojonego stalowymi wiązarami. Dzięki temu można było zrezygnować z charakterystycznych dla architektury gotyku łuków przyporowych oraz rzeźbionych figur. Wiele pinakli i balustrad wykonano z lanego betonu.

## Wyposażenie

### Dzieła Jana Henryka Rosena
Katedra posiada znaczącą kolekcję różnorodnych prac Jana Henryka Rosena. Należą nich malowidła w formie tzw. fałszywych fliz za kaplicą Łaski Bożej z 1932 oraz malowidła ścienne wykonane w 1946 za kaplicą Adoracji, ukazujące Świętą Rodzinę, Trzech Króli i pastuszków przy żłóbku. Na życzenie fundatora usunięto unoszące się powyżej anioły, choć miejsce po nich nadal zaznaczają gwiazdozbiory. Rosen do malowideł dołączył ponadto mały wizerunek nawiązujący do jego lat dziecinnych z Warszawy. Wykonał on ponadto wyrafinowane panele w dawnym ołtarzu głównym, obecnie znajdujące się w kolumbarium kaplicy św. Franciszka. Natomiast jego najbardziej rzucającą się w oczy pracą są historyczne malowidła w nawach bocznych, wykonane w latach 1949–1950 w stylu nawiązującym do obrazów Giotta i Mantegni.

### Drzwi Ghibertiego

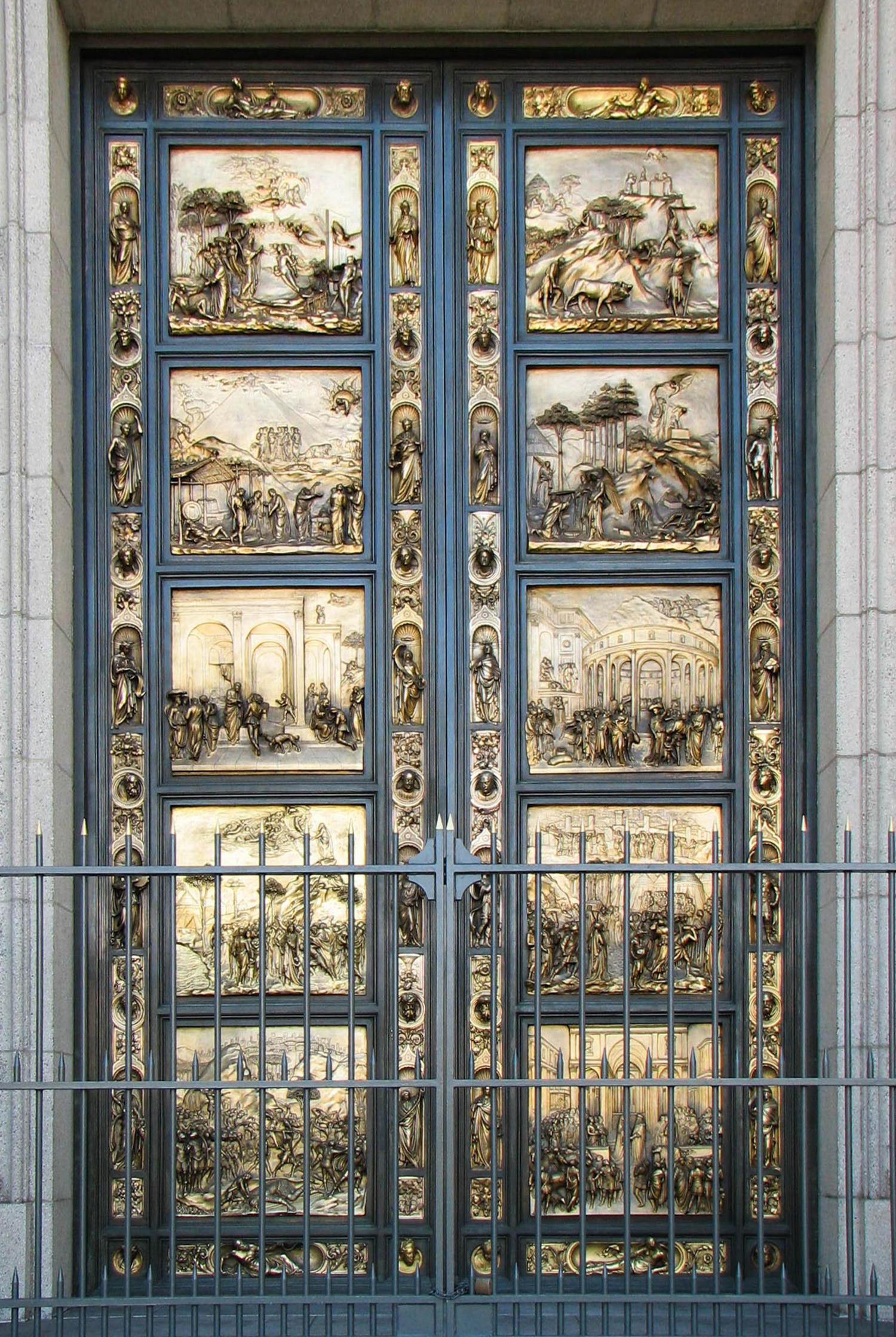
Replika drzwi Ghibertiego w katedrze

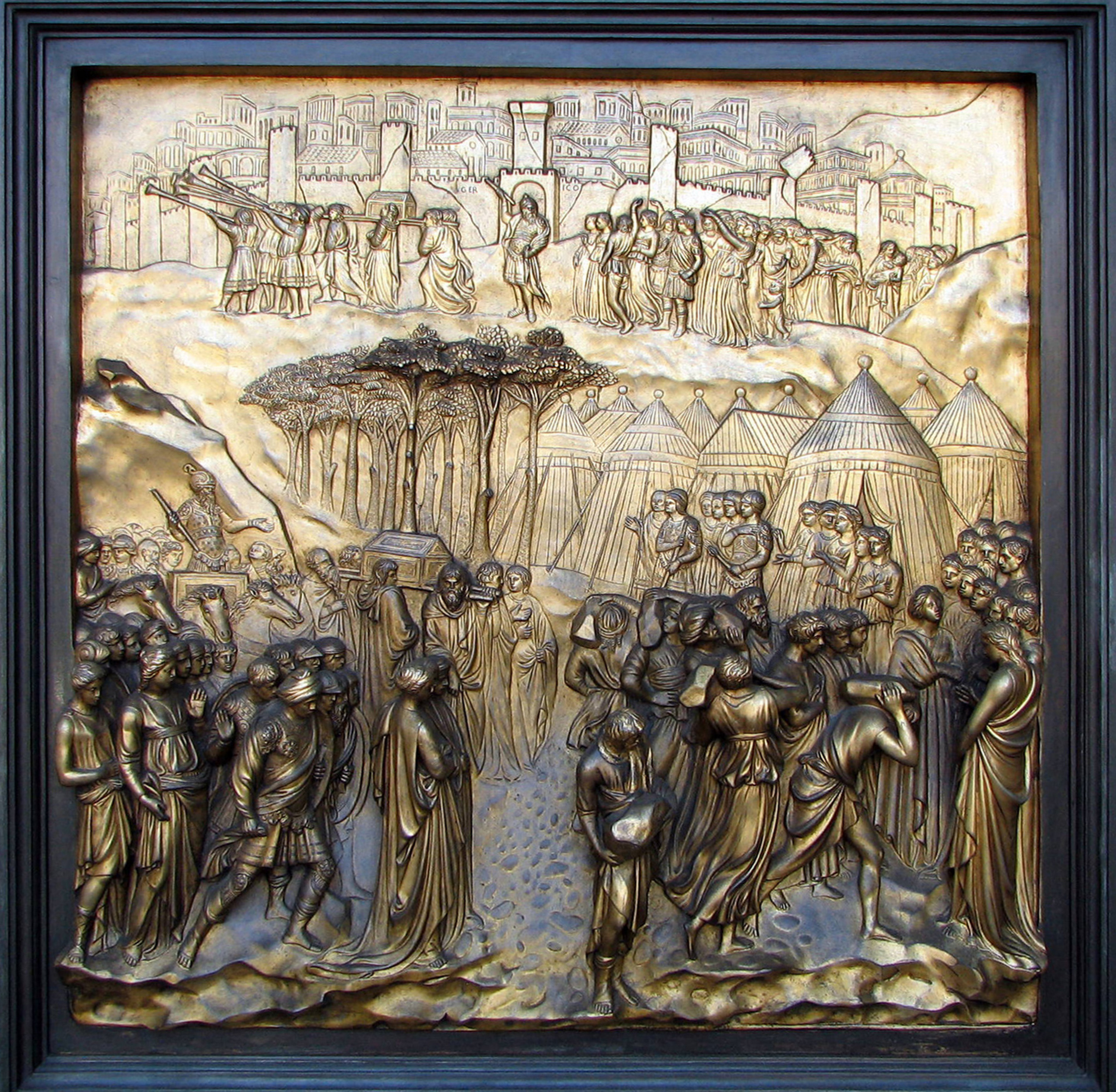
Detal z drzwi

W wejściu do katedry umieszczono robiącą wrażenie parę drzwi, nazywanych często drzwiami Ghibertiego. Są one kopią drzwi z baptysterium we Florencji, wykonanych w latach 1425–1452 przez Lorenzo Ghibertiego, zwanych Drzwiami Raju. W czasie II wojny światowej w 1943 okupacyjne władze hitlerowskie nakazały wymontowanie tych drzwi z baptysterium, żeby uchronić je przed bombardowaniem. Być może miały one trafić do prywatnej kolekcji Hermanna Göringa). Drzwi te zostały schowane w opuszczonym tunelu kolejowym. Odkryto je po wyzwoleniu Florencji w 1944. Bruno Bearzi, ówczesny opiekun zabytków, oczyścił drzwi, wykonał lateksowe odlewy ich paneli a następnie ich repliki. Kiedy drzwi na powrót zamontowano w baptysterium, repliki zostały wystawione na sprzedaż. Zakupił je amerykański filantrop Charles D. Field. Zostały one przewiezione do San Francisco i zamontowane w katedrze z okazji jej oficjalnej konsekracji w 1964 roku. Na uwagę zasługuje fakt, iż oryginalne drzwi Ghibertiego obecnie nie znajdują się w baptysterium florenckim; w 1991 konserwatorzy wymontowali je i umieścili w specjalnym pomieszczeniu, w kontrolowanej, suchej atmosferze, aby uchronić je przed szkodliwym działaniem naturalnej atmosfery. W baptysterium w ich miejsce wstawiono nowoczesną replikę.
Drzwi w katedrze Łaski Bożej mają ok. 5 m wysokości a każde skrzydło waży ok. 1300 kg. Normalnie są one zamknięte i zabezpieczone. Otwiera się je tylko z okazji wielkich świąt (np. Bożego narodzenia).

### Okna
Okna katedralne mają powierzchnię 677 m². Wypełniające je witraże przedstawiają ponad 1100 postaci, począwszy od Adama i Ewy a na Albercie Einsteinie skończywszy. 32 okna lub grupy okien, pochodzące z lat 1930–1966, zaprojektował amerykański artysta Charles Connick i jego pracownia w Bostonie. Okna Connicka (włącznie z oknami Kaplicy Łaski i oknami baptysterium) składają się z ponad 32 000 szklanych elementów i pokrywają powierzchnię ok. 77.4 m². W katedrze znajdują się ponadto 24 fasetowe okna wykonane przez Gabriela Loire z Chartres, obejmujące serię zwaną Human Endeavor (pol. Wysiłki Ludzkości), w ramach której przedstawiono wizerunki Johna Glenna, Thurgooda Marshalla, Jane Addamsa, Roberta Frosta i Einsteina. W latach 1995–1998 firma Reflection Studios z Emeryville w Kalifornii dokonała restauracji kilku okien w prezbiterium i nawach bocznych.

### Labirynty

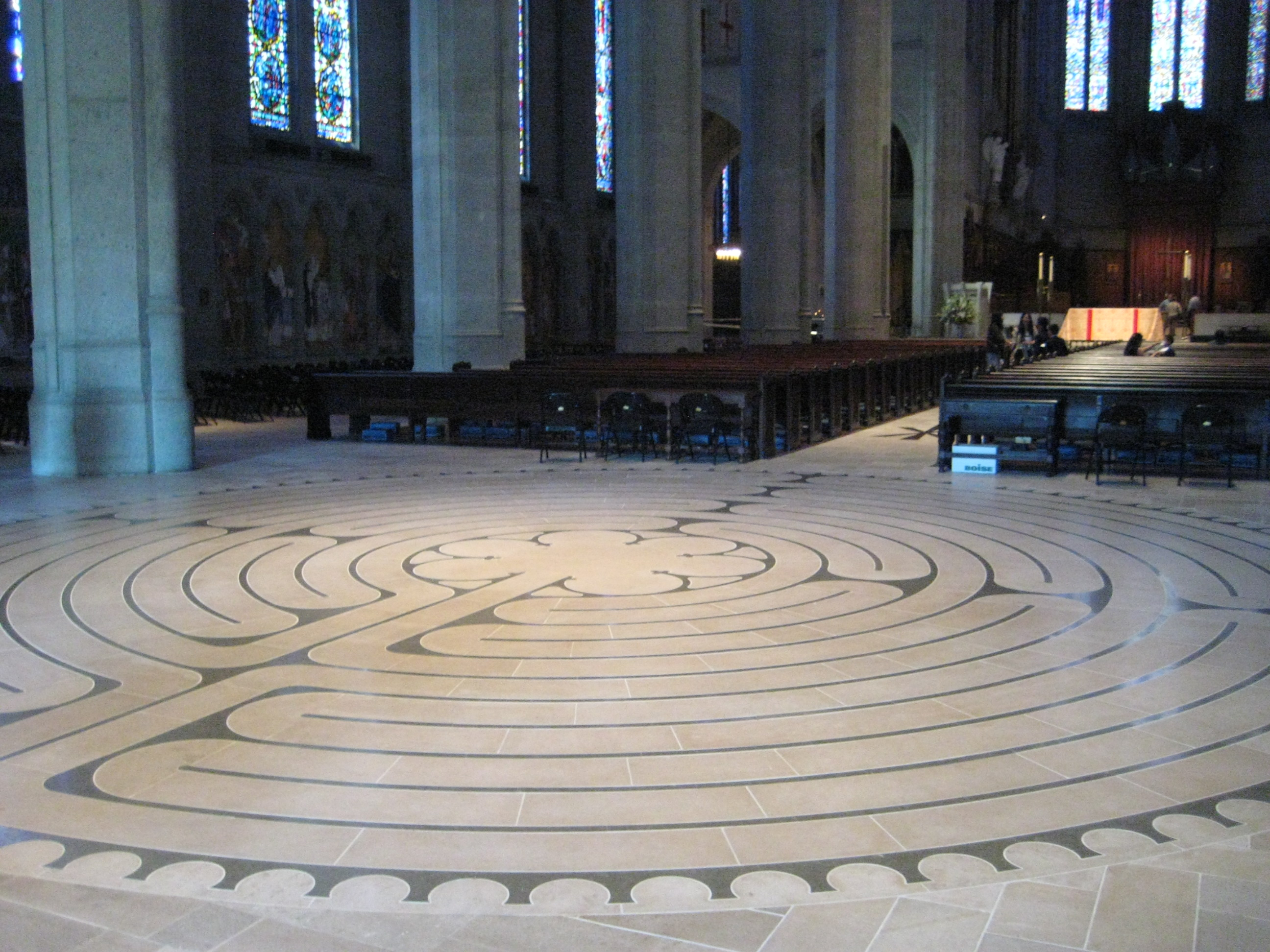
Labirynt wewnątrz katedry

Umieszczony na powierzchni posadzki katedralnej labirynt jest wzorowany na słynnym średniowiecznym labiryncie z katedry w Chartres we Francji. Labirynt składa się z 11 okrążeń. Pomysł budowy labiryntu wyszedł w 1991 od wielebnej Lauren Artress, pierwszej w dziejach katedry kobiety na stanowisku dziekana. Poczałkowo był to labirynt wymalowany na płótnie. Ponieważ cieszył się dużym zainteresowaniem zwiedzających, postanowiono ułożyć na posadzce stały labirynt, utkany z wełny w formie gobelinu. Został on oddany do użytku 5 kwietnia 1994 i jest udostępniany dla zwiedzających w godzinach otwarcia katedry.
Na zewnątrz katedry, z prawej strony, znajduje się drugi labirynt, ułożony z lastriko w 1995, również wzorowany na labiryncie z Chartres,  dostępny dla zwiedzających przez całą dobę.